# Distrikt Quisqui
Der Distrikt Quisqui liegt in der Provinz Huánuco in der Region Huánuco in Westzentral-Peru. Der Distrikt wurde am 26. Januar 1956 gegründet. Er erstreckt sich über eine Fläche von 151 km². Im Distrikt wurden beim Zensus 2017 3722 Einwohner gezählt. Im Jahr 1993 lag die Einwohnerzahl bei 5607, im Jahr 2007 bei 7134. Sitz der Distriktverwaltung ist die etwa 2500 m hoch gelegene Ortschaft Huancapallac mit 273 Einwohnern (Stand 2017). Huancapallac befindet sich 17 km westlich der Provinzhauptstadt Huánuco.

## Geographische Lage
Der Distrikt Quisqui befindet sich in der peruanischen Zentralkordillere im Westen der Provinz Huánuco. Die Flüsse Río Mito und Río Lanjas durchqueren den Distrikt in südöstlicher Richtung. Der Río Mito vereinigt sich an der südöstlichen Distriktgrenze mit dem Río Cozo zum Río Higueras, einen linken Nebenfluss des Río Huallaga.
Der Distrikt Quisqui grenzt im Süden an die Distrikte San Francisco de Cayrán, San Pedro de Chaulán, Yarumayo und Yacus, im Westen an den Distrikt Jacas Chico (Provinz Yarowilca), im Norden an den Distrikt Santa María del Valle sowie im Osten an den Distrikt Huánuco.

## Ortschaften
Im Distrikt gibt es neben dem Hauptort folgende größere Ortschaften:
- 3 de Mayo de Huayllacayan
- Huacalle
- Mitotambo
- Punchao Chico (242 Einwohner)
- San Pablo de Lanjas (260 Einwohner)
- San Pedro de Cani (685 Einwohner)
- Santa Ana de Pampas (308 Einwohner)